# شنگتنگتسا
شنگتنگتسا (به لهستانی:  Śnietnica) یک روستا در لهستان است که در گمینا اوشچیه گورلیتسکیه واقع شده‌است.